# Фисенко, Василий Васильевич
Василий Васильевич Фисенко — советский хозяйственный и государственный деятель, Герой Социалистического Труда.

## Биография
Родился в 1935 году в селе Дивное. Член КПСС.
В 1951—1997 — чабан, старший чабан колхоза «Путь к коммунизму»/«Маныч» Апанасенковского района Ставропольского края.
Указом Президиума Верховного Совета СССР от 1 февраля 1980 года присвоено звание Героя Социалистического Труда с вручением ордена Ленина и золотой медали «Серп и Молот».
Делегат XXVI съезда КПСС.
Умер в 1997 году в селе Дивное.

## Награды и звания
- Герой Социалистического Труда (01.02.1980)
- Орден Ленина (06.09.1973; 01.02.1980)
- Орден Трудового Красного Знамени (08.04.1971)
- Золотая (1983) и серебряная (1982) медали ВДНХ[1]